# Centre d'entraînement commando (Givet)
 (mai 2015).
Si vous disposez d'ouvrages ou d'articles de référence ou si vous connaissez des sites web de qualité traitant du thème abordé ici, merci de compléter l'article en donnant les références utiles à sa vérifiabilité et en les liant à la section « Notes et références ».
Le centre d'entraînement commando (CEC) de Givet, dans les Ardennes françaises, était un centre d'instruction et d'entraînement commando de l'Armée de terre française. 
Le CEC a été décidé en 1961 par le général Marzloff, commandant la 11e division légère d'intervention (11e DLI), division parachutiste créée la même année en Algérie. La proposition de création du CEC avait été présentée par l'adjoint du général Marzloff, le colonel Fourcade ancien adjoint au général commandant la 25e division parachutiste (25e DP). Le CEC fut inauguré en 1962 par le général Massu, gouverneur militaire de Metz commandant la 6e région militaire, ancien commandant de la 10e division parachutiste (10e DP).  
"Givet" est le premier centre école commando français. Il fut créé et organisé par les sapeurs-parachutistes de la 61e compagnie du génie aéroporté (61e CGAP) de la 11e DLI. Il constitua le prototype des 10 centres d'entraînement commando qui furent mis par la suite en activité en France métropolitaine et en Allemagne. 
Sa devise : "Croire et vaincre".
Il dépendait du Commandement de la formation de l'Armée de terre (COFAT).
En activité pendant 48 ans, le CEC de Givet est dissous en 2009.

## Histoire
Avec le retour en 1961 des troupes françaises d'Algérie, les méthodes d'instruction des troupes de choc sont reconnues pour leur efficacité en matière d'aguerrissement. Ainsi, conçu et réalisé en 1961, mis en fonction en 1962, le CEC de Givet est le premier centre école et d'entraînement commando créé en France.
- Le CEC de Givet est installé dans le fort de Charlemont, par et pour, la 11e division légère d’intervention (11e DLI), division parachutiste créée à partir des unités des 10e et 25e divisions parachutistes (DP) d'Algérie.

En conséquence, la réalisation du CEC est confiée au 1er commando parachutiste de la 11e DLI et aux Sapeurs-parachutistes de la 61e compagnie du génie aéroporté (61e CGAP) de retour d'Algérie. 
Cette compagnie est issue du 17e bataillon du génie aéroporté (17e BGAP).  
La section de base de la 61e CGAP devient en octobre 1961 « centre d'entraînement commando de la 11e division légère d'intervention »  comprenant une escouade de manœuvre et d'entretien et le groupe des instructeurs commando. 
En janvier 1962, trois sections de combat de la 61e CGAP et leur section de commandement quittent Givet pour intervenir en Tunisie sur la base aéronavale française de Bizerte. Ces éléments rentrent à Givet en mars 1962. 
En janvier 1963, la 61e CGAP rejoint définitivement le 17e régiment du génie aéroporté (17e RGAP) à Castelsarrasin (Tarn-et-Garonne) et forme la 2e compagnie de ce régiment. 
Pour sa part, le centre commando subsiste à Givet.
- De 1964 à 1982 le CEC de Givet prend l'appellation « centre d'entraînement commando no 2 » (CEC n° 2) et reçoit désormais en stage des unités élémentaires de toutes armes de l'armée de terre.

- En 1982 le 9e régiment de zouaves (9e RZ) est réactivé au CEC de Givet. Ainsi de mars 1982 au 3 mars 2006, le CEC assure les traditions des unités zouaves. Après dissolution du 9e RZ, le drapeau du régiment quitte le CEC le 29 septembre 2006 pour rejoindre l’École d’Application d’Infanterie (EAI) de Montpellier dans le département de l'Hérault.

- Les traditions du 3e régiment de chasseurs parachutistes (3e RCP), qui avait été dissous en 1998, sont confiées au CEC d'août 2006 à août 2009.

Ainsi, le CEC de Givet sera appelé successivement :
- « centre d'entraînement commando de la 11e DLI » (1961) ;
- « centre d'entraînement commando no 2 » (1964) ;
- « centre d'entraînement commando-9e régiment de zouaves » (1982) ;
- « centre d'entraînement commando » (de 2006 à 2009).

Dans le cadre d'une nouvelle restructuration de la défense, le CEC de Givet est dissous le 1er août 2009.

## Missions
D’une capacité d'environ 550 stagiaires, le CEC de Givet avait pour but :
- d'instruire et d'endurcir les individus et renforcer la cohésion des unités ;
- de faire acquérir ou de perfectionner les savoir-faire et techniques des unités ;
- de développer l’esprit de décision et la capacité d'adaptation des chefs face à des situations inhabituelles.

Ceci à travers :
- des stages d'aguerrissement commando d’une durée de trois semaines et demi comprenant apprentissages et restitutions, mettant en avant les qualités physiques et psychologiques des stagiaires ;
- des stages adaptés de une à deux semaines, axés sur un thème particulier tel que le franchissement opérationnel ou le combat en zone urbaine.

Les parcours du CEC, nommés PAR,  puis "Mécos" (MEcanismeS de COmbat) comportaient des parcours d'aguerrissement, d’escalade, d’évasion, de combat urbain...  
Les maisons ruinées de l'ancien village de Charlemont, situées au cœur de la citadelle, avaient été partiellement restaurées par le CEC (consolidation des murs et pose de tôles métalliques en guise de toitures) afin de servir de terrain d'exercice au combat de rue.  Le grand puits  de 3,50 mètres de diamètre situé dans le village a malheureusement servi de dépotoir pendant les années d'occupation par le CEC : on y jetait systématiquement les caisses à munitions en bois qui étaient vides...  
Il existait cinq « pistes du risque » homologuées : noire, rouge, bleue, jaune et verte.  
Diverses spécialités (notamment « génie ») étaient enseignées : mines, pièges, explosifs, navigation, survie, secourisme.... La formation aux explosifs (manipulation et mise en œuvre), qui faisait partie de tout stage, était dispensée dans la "Lunette de Foisches, ouvrage fortifié détaché situé à environ 300 mètres en avant de la citadelle, sur le plateau de Foisches. Le CEC avait baptisé ce lieu "Le polygone explosifs"
Chaque année dix stages étaient organisés, chacun d'eux mobilisant trois unités élémentaires de toutes armes. 
L'instruction était effectuée par tout temps, de jour comme de nuit.

## Organisation
- La "division instruction" était le cœur du CEC de Givet.

Elle comprenait 50 personnels, dont 30 instructeurs commando, qui pouvaient former jusqu'à 5 commandos à l'instruction, de la valeur d'une compagnie chacun.
Elle regroupait les sections : "piste-TIOR" (techniques d'interventions opérationnelles rapprochées), "franchissement vertical", "combat" LOC (zone urbaine) et forêt, "explosif", et "franchissement humide".
- La "division soutien" était la compagnie administrative et de soutien du CEC.